# Door (Every Little Thing專輯)
『Door』（世界門）是日本組合Every Little Thing於2008年3月5日公開的第8張專輯。

## 關於
- 距前作『Crispy Park』發售後1年7個月公開的作品。
- 收錄了單曲作品「キラメキアワー（閃亮時光）」、「恋をしている（正在戀愛）」「冬がはじまるよ feat.槇原敬之（／冬天要開始了 feat.槇原敬之）」「サクラビト（櫻色你我）」，但「キラメキアワー」中的「夏色夏夢」並沒有收錄在專輯中。此外，特別收錄了「オフェリア_act2」（「サクラビト」中「オフェリア_act1」有歌詞版）。
- 初回限定版加送了付有收錄了「キラメキアワー」「恋をしている」音樂錄像、聖誕節live表演錄像等的DVD。
- 自『commonplace』以來，持田再次以長髮（駁髮）的模樣來拍攝『Door』的封面。
- 『4 FORCE』以後，每張專輯都會收錄一首由持田作曲的歌曲，不過今次專輯卻沒有。

## 收錄樂曲
1. GATE #8(Instrumental)
  - 作曲：Ichiro Ito 編曲：Ichiro Ito & 中村康就
  - 純音樂
  - 是初回版付屬的DVD，選單的背景音樂。
  - 「#8」是指第8張專輯。
2. まさかのTelepathy（意想不到的心電感應）
  - 作詞：Kaori Mochida／作曲：Daisuke Kato／編曲：中村康就
  - NTTdocomo「FOMA區域增大 春」篇廣告歌。
  - 持田表示歌名中的「まさかの」（怎會的！）是她的朋友的口頭嘽。
3. キラメキアワー(Door version)（閃亮時光）
  - 作詞：Kaori Mochida／作曲：Kunio Tago／編曲：林真史
  - 有別於單曲版，本曲樂曲經重新混音和錄音。
4. パリの娘（巴黎女孩）
  - 作詞：Kaori Mochida／作曲：HIKARI／編曲：HIKARI & Every Little Thing
5. サクラビト（櫻色你我）
  - 作詞：Kaori Mochida／作曲：Kunio Tago／編曲：十川知司
  - 第34張單曲作品。日本電視『爽快情報バラエティー スッキリ!!』2月份片尾曲、日本電視『音楽戦士 MUSIC FIGHTER』2月POWER PLAY、music.jpTV-CM。
6. WONDER LAND
  - 作詞：Kaori Mochida／作曲：Daichi Hayakawa／編曲：中村康就 & Every Little Thing
  - 這首歌的拍子比同樂隊另一首歌「ファンダメンタル・ラブ」還要快。
  - 是首充滿80年代感覺的歌曲。
7. 冬がはじまるよ feat.槇原敬之
  - 作詞・作曲：Noriyuki Makihara／編曲：林真史
8. B.L.V.D.(Instrumental)
  - 作曲：Ichiro Ito／編曲：中村康就 & Ichiro Ito
  - 純音樂
  - B.L.V.D.是boulevard的簡寫，美語是大馬路的意思，法文原指「巴黎的林蔭大道」
9. NEROLI
  - 作詞：Kaori Mochida／作曲：Kunio Tago／編曲：林真史 & Every Little Thing
10. カラカラ（咖拉咖拉）
  - 作詞：Kaori Mochida／作曲：Takashi Iioka／編曲：林真史
  - 第一首雷鬼搖擺樂調的樂曲。
11. 恋をしている
  - 作詞：Kaori Mochida／作曲：Kazuhito Kikuchi／編曲：中村康就
  - 33rdシングル1曲目。「サッポロビール冬物語」CM歌。
12. gladiolus
  - 作詞：Kaori Mochida／作曲：Yoko Kuzuya／編曲：林真史
  - 第一首由女性作曲人提供的樂曲。
  - 歌名是因為「查字典後看到原來那是超級可愛的花」（辞書を引いていたら目に入って、すごくかわいいお花だった）的理而命名的。
  - 伊藤的意見是：「為何持田會寫出這麼悲傷的歌詞呢？」（どうして持田はこんなに悲しい詞を書いたんだろう？）。
13. オフェリア_act2（奧菲莉亞_act2）
  - 作詞：Kaori Mochida／作曲：Takashi Iioka／編曲：中村康就
  - 原曲為オフェリア_act1。
  - act1雖然只有「啦啦啦啦」，但最後持田還是唱了一句「オフェリア」（Ophelia），所以這首歌並非真正無「歌詞」的。

## DVD收錄内容
1. 「キラメキアワー」Video Clip
2. 「恋をしている」Video Clip
3. 「キラメキアワー」「恋をしている」「サクラビト」&「Door」Video Clip & Photo Shoot & Recording OFF-SHOT
4. 「恋をしている」from X'mas Live at IKSPIARI
5. 「サクラビト」Video Clip -Mochida Solo Version-
6. 「サクラビト」Video Clip -Ito Solo Version-
7. Channel-a 特別編「Every Little Thing ～それぞれの休日～」（Every Little Thing ～各自的假期～）